# Oahu-akialoa
Oahu-akialoa (Akialoa ellisiana) är en utdöd fågel i familjen finkar inom ordningen tättingar.

## Utbredning och systematik
Fågeln förekom tidigare på Oahu i Hawaiiöarna. Den är enbart känd från två exemplar från 1837 och obekräftade observationer 1937 och 1940.
Tidigare inkluderades även kauai-akialoa (A. stejnegeri) och maui-akialoa (A. lanaiensis) i ellisiana under det svenska namnet större akialoa.

### Familjetillhörighet
Arten tillhör en grupp med fåglar som kallas hawaiifinkar. Länge behandlades de som en egen familj. Genetiska studier visar dock att de trots ibland mycket avvikande utseende är en del av familjen finkar, närmast släkt med rosenfinkarna. Arternas ibland avvikande morfologi är en anpassning till olika ekologiska nischer i Hawaiiöarna, där andra småfåglar i stort sett saknas helt.

## Namn
Fågelns vetenskapliga artnamn hedrar William Wade Ellis (1751-1785), engelsk naturforskare, läkare och konstnär som rested med på James Cooks tredje seglats.